# Das Organ
Das Organ war eine deutsche Zeitschrift für den Bereich Varieté und Circus. Die Zeitschrift kam nach dem Zweiten Weltkrieg zunächst in Düsseldorf heraus, später in Pirmasens.

## Inhalt
Das Organ bot Informationen aus dem Varieté-,  Show- und Zirkusbereich. Einige Artikel wurden mehrsprachig abgedruckt. Ständige Rubriken waren
- Aus der Bundesrepublik Deutschland
- Spielpläne
- Anzeigen von Künstlern, Zirkussen und Veranstaltungsunternehmen

## Geschichte
Das Organ der Varieté-Welt, Fachzeitschrift des internationalen Varieté-Theater- und Circus-Direktoren-Verband e. V. wurde 1946 gegründet.
Es erschien in der Regel monatlich bis 1998 in insgesamt 50 Jahrgängen.
Herausgeber war laut Impressum im Heft 1, 4. Jahrgang, 1949  der Organ-Verlag, Düsseldorf, Inhaber Heinrich Smeets. Name bzw. Untertitel der Zeitschrift änderten sich im Lauf der Zeit geringfügig. 
Herausgeber lt. Impressum von 1978 bis 1998 war der Verlag KOMET, Druck- und Verlagshaus in Pirmasens.
Ab 1978 berichtete Rudolf Geller in jeder Ausgabe über das Circus- und Varieté-Museum. Dazu stellte er von Heft 1, 1978 bis Heft 5, 1981 in alphabetischer Reihenfolge Zirkusunternehmen vor.
Ab Heft 7, 1981 startete Geller das „Das neue Artisten-Lexikon“ und stellte in alphabetischer Reihenfolge jeden Monat Künstler aus verschiedenen Genres vor, darunter auch zahlreiche Zauberkünstler. Das Lexikon endet mit der 12. Ausgabe 1998 mit dem Buchstaben M.
Die ersten Jahrgänge umfassten 24 bis 60 Seiten pro Heft. Sie waren geheftet. Später wuchs das Seitenvolumen und erforderte eine Klebebindung der Ausgaben. In den 1980er Jahren hatten die Hefte ein Seitenvolumen von bis zu 100 Seiten, von denen etwa die Hälfte aus Anzeigen bestanden. Wenig bekannt ist, dass oftmals die ganzseitigen Anzeigen der damaligen Varieté-Häuser wie z. B. das Hansa-Theater in Hamburg, von den auftretenden Künstlern mit finanziert werden mussten. 
Somit sind die Programmbesprechungen stets mit einer gewissen Skepsis zu betrachten.
Das Organ wurde noch bis Anfang der 1990er Jahre im traditionellen Buchdruck-Verfahren produziert. Die in dieser Zeit aufkommende neue Künstlerzeitschrift Das Künstlermagazin des gedu-Verlages trug wesentlich mit dazu bei, dass das Organ schließlich 1998 sein Erscheinen einstellte.